# Кзылту (Актюбинская область)
Кзылту (каз. Қызылту) — село в Алгинском районе Актюбинской области Казахстана. Входит в состав Бескоспинского сельского округа. Код КАТО — 153233300.
Село расположено на реке Табантал примерно в 24 км к северо-востоку от центра города Алга.

## Население
В 1999 году население села составляло 133 человека (75 мужчин и 58 женщин). По данным переписи 2009 года, в селе проживало 110 человек (59 мужчин и 51 женщина).